# TG1
TG1 (abréviation de Telegiornale 1) est le nom des journaux télévisés de la principale chaîne de télévision publique italienne Rai 1.
C'est l'un des programmes d'informations les plus suivis en Italie.

## Éditions
| Édition                | Heure                              | Jour de diffusion | Durée                                             | Présentateur actuels                                                                  |
| ---------------------- | ---------------------------------- | ----------------- | ------------------------------------------------- | ------------------------------------------------------------------------------------- |
| TG1 ore 6:30           | 6 h 30                             | Lundi au Vendredi | 10 minutes                                        |                                                                                       |
| TG1 ore 7:00           | 7 h                                | Tous les jours    | 10 minutes (Semaine) 5 minutes (Week-end)         |                                                                                       |
| TG1 Flash LIS          | 7 h 30                             | Lundi au Vendredi | 5 minutes                                         |                                                                                       |
| TG1 Mattina            | 8 h                                | Tous les jours    | 30 minutes (Semaine) 20 minutes (Week-end)        |                                                                                       |
| TG1 ore 9:00           | 9 h                                | Tous les jours    | 8 minutes                                         |                                                                                       |
| TG1 Flash              | 9 h 30 (Semaine) 9 h 50 (Week-end) | Tous les jours    | 5 minutes                                         |                                                                                       |
| TG1 ore 11:00          | 11 h                               | Lundi au Vendredi | 5 minutes                                         |                                                                                       |
| TG1 ore 13:30          | 13 h 30                            | Tous les jours    | 30 minutes                                        |                                                                                       |
| TG1 Pomeriggio         | 16 h 30 17 h (Samedi)              | Tous les jours    | 10 minutes (Lundi au Samedi) 5 minutes (Dimanche) |                                                                                       |
| TG1 ore 20:00          | 20 h 0                             | Tous les jours    | 35 minutes                                        | Emma D'Aquino (it), Laura Chimenti (it), Francesco Giorgino (it), Alberto Matano (it) |
| TG1 60 Secondi e Notte | Nuit                               | Tous les jours    | 1 minute                                          |                                                                                       |

## Présentateurs de l'édition de 20 heures
- 1976-1984 : Massimo Valentini (it)
- 1976-1981 puis 1982-1983 : Emilio Fede
- 1981-1984 : Alberto Michelini (it)
- 1984-1994 : Paolo Frajese (it)
- 1984-1990 : Bruno Vespa]
- 1982-1989 : Vittorio Citterich (it)
- 1987-1993 : Angela Buttiglione (it)
- 1989-1990 : Maurizio Beretta (it)
- 1991-1995 : Piero Badaloni (it)]
- 1991-1992 : Danila Bonito
- 1995-1998 : Giulio Sciorilli Borrelli (it)
- 1993-2004 : Lilli Gruber
- 1994-2010 : Maria Luisa Busi (it)
- 2004-2005 puis depuis 2010 : Francesco Giorgino (it)
- 1998-2000 : Lamberto Sposini (it)
- 2000-2009 : David Sassoli
- depuis 2004 : Attilio Romita (it)
- depuis 2007 : Monica Maggioni (it)
- 2007-2010 : Tiziana Ferrario (it)
- depuis 2009 : Susanna Petruni (it)
- depuis 2010 : Laura Chimenti (it)